# Cloro (film)
Cloro è un film del 2015, diretto da Lamberto Sanfelice e interpretato da Sara Serraiocco.
Il film è uscito nelle sale italiane il 12 marzo 2015.

## Trama
Jennifer, una diciassettenne, vive a Ostia dove, oltre a frequentare l'ultimo anno di un istituto tecnico, si allena in piscina con la sua amica Flavia per partecipare in coppia alle gare di nuoto sincronizzato. Improvvisamente si ritrova a vivere tra le montagne della Majella. È accaduto che la madre è morta, il padre è caduto in forte esaurimento perdendo il lavoro e la casa e lei deve badare a lui e al fratellino in una baita montana messa a loro disposizione da uno zio. Lasciata la scuola, per mantenere la famiglia lavora nell'albergo presso la baita. L'albergo è dotato di una piscina coperta e Jenny trova la maniera di continuare gli allenamenti con la complicità di Ivan, il guardiano notturno con il quale intreccia una relazione.

## Location
Il film è stato girato, oltre che ad Ostia presso il Centro Federale Polo Natatorio, a Sulmona e al passo San Leonardo.

## Riconoscimenti
- 2015 - David di Donatello
  - Nomination Miglior regista esordiente a Lamberto Sanfelice
- 2015 - Globo d'oro
  - Nomination Miglior opera prima a Lamberto Sanfelice
  - Nomination Migliore attrice a Sara Serraiocco
- 2015 - Roseto Opera Prima
  - Rosa d'Oro Migliore Opera Prima